# Papa Lightfoot

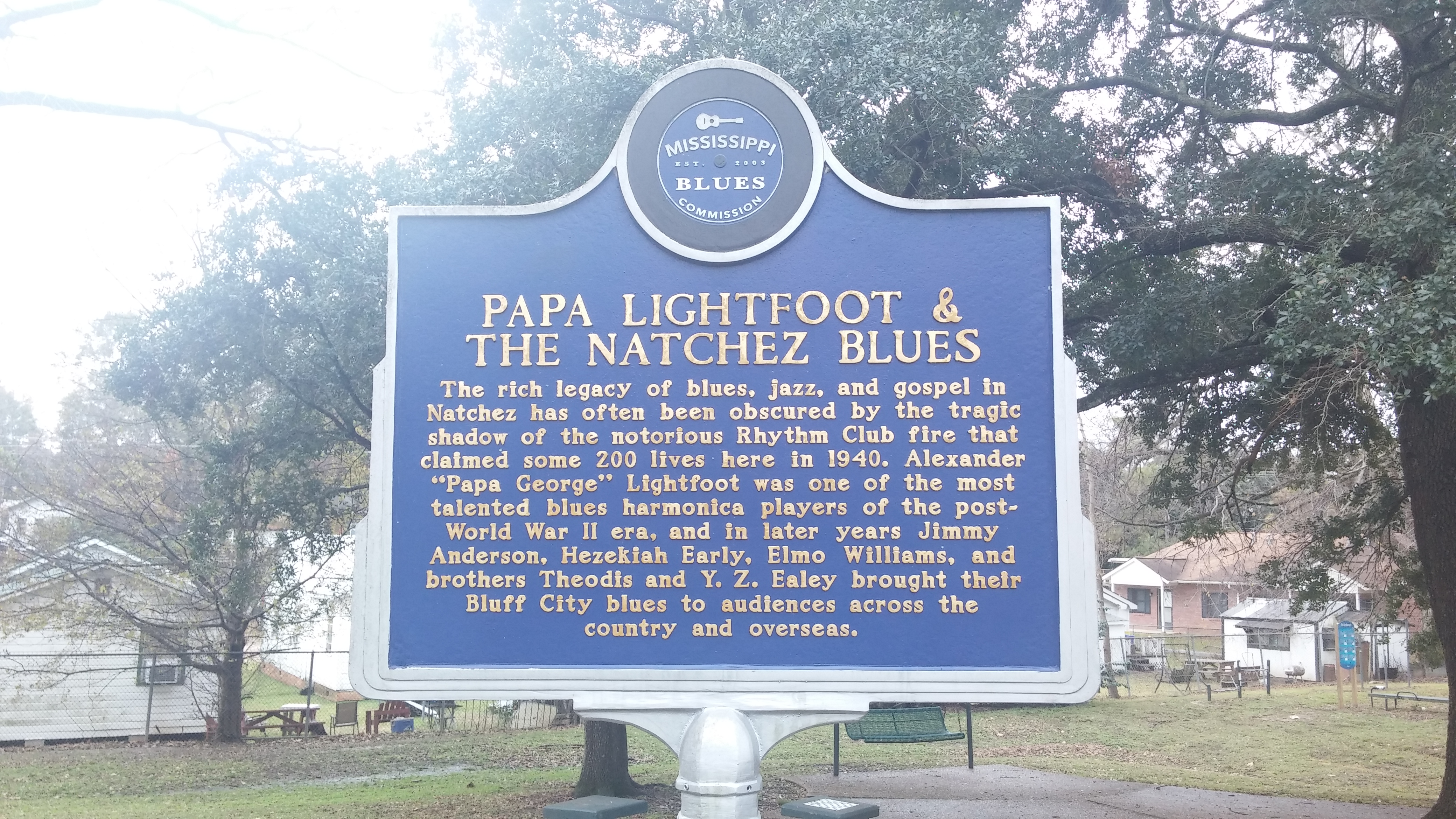
Mississippi Blues Trail Marker für Papa Lightfoot in Natchez (Mississippi)

Alexander „Papa“ Lightfoot (* 2. März 1924 in Natchez, Mississippi, USA; † 28. November 1971 ebenda), auch bekannt als Papa George Lightfoot, war ein US-amerikanischer Bluessänger und Mundharmonikaspieler.

## Biografie
Lightfoot wurde 1924 in Natchez (Mississippi) geboren und hatte zwischen 1949 und 1955 – neben einigen Jobs als Begleitmusiker u. a. für Champion Jack Dupree – mehrere eigene Aufnahme-Sessions: für Peacock Records im Jahr 1949 (nicht veröffentlicht), Sultan Records im Jahr 1950, Aladdin Records im Jahr 1952 und Imperial Records im Jahr 1954. Nach der letzten Single für Savoy Records im Jahr 1955 machte Lightfoot zunächst keine Aufnahmen mehr.
Als in den 1960er Jahren das Interesse am ländlichen Delta Blues wuchs, erschienen Lightfoots Aufnahmen auf einigen Kompilationen, und 1969 besuchte der Plattenproduzent Steve LaVere Lightfoot in Natchez und bat ihn, erneut aufzunehmen. Das Ergebnis war das Album Natchez Trace, das 1969 bei Vault Records erschien.
Lightfoot spielte 1970 auf dem Ann Arbor Blues Festival. Sein Comeback wurde jedoch durch seinen Tod im November 1971 jäh beendet. Seine Aufnahmen erschienen weiterhin auf verschiedenen Kompilationen, und sein Album von 1969 wurde 1994 mit sechs zusätzlichen Titeln und einem Monolog unter dem Titel Goin’ Back tot he Natchez Trace neu aufgelegt.
2009 wurde Lightfoot posthum mit einer Gedenktafel auf dem Mississippi Blues Trail in Natchez geehrt, die von der Mississippi Blues Foundation gestiftet wurde.